# 绿草地
《綠草地》，又名“《蒙古乒乓》（Mongolian Ping Pong）”，是一部2005年的中國大陸劇情片。該片由寧浩擔任導演，於2005年2月15日在第55屆柏林國際電影節首映。

## 獎項榮譽
| 年份   | 電影節 / 電影獎      | 門類                         | 被提名人 | 結果 |
| ------ | -------------------- | ---------------------------- | -------- | ---- |
| 2005年 | 上海國際電影節       | 亞洲新人獎最受大學生歡迎影片 | 不適用   | 獲獎 |
| 2005年 | 巴亞多利德國際電影節 | 最佳攝影                     | 杜傑     | 獲獎 |

## 外部連接
- 互联网电影数据库（IMDb）上《綠草地》的资料（英文）
- 豆瓣电影上《綠草地》的資料 （简体中文）